# Distretto di Ayauta
Ayauta (綾歌郡, Ayauta-gun?) è un distretto della prefettura di Kagawa, in Giappone.
Attualmente fanno parte del distretto i comuni di Ayagawa e Utazu.